# Regionalväg 180
Regionalväg 180, Skärgårdsvägen, är en landsväg i Finland. Den förbinder kommundelarna Pargas, Nagu och Korpo i Pargas stad med fastlandet och några av huvudöarna i dessa kommundelar med varandra. Vägen är därmed en livsnerv för skärgården i västra Åboland. Tidigare räknades vägen till Houtskär till denna väg, men numera anses vägen sluta i Korpo. Färjpassen mellan kommundelarna ger vägen en speciell prägel. Vägen är också en del av Skärgårdens ringväg, som är en turistväg som går runt i Åbolands skärgård. 
Eftersom Skärgårdens ringväg marknadsförs bland annat för cyklister har cykelväg byggts ut längs stora delar av Skärgårdsvägen, ibland en bit från bilvägen.
Färjorna utgör flaskhalsar i synnerhet då långväga semesterfirare skall till sina stugor, extrema dagar kan köerna vara kilometerlånga. En del så kallad nyttotrafik, bland annat turbussarna, och en del lokal befolkning har förkörsrätt. En bro mellan Pargas och Nagu har länge diskuterats, men krav på hög frihöjd och eventuella miljökonsekvenser gör projektet dyrt. Bron skulle också – på gott och ont – leda till större trafik.

## Sträckning

### S:t Karins och Pargas

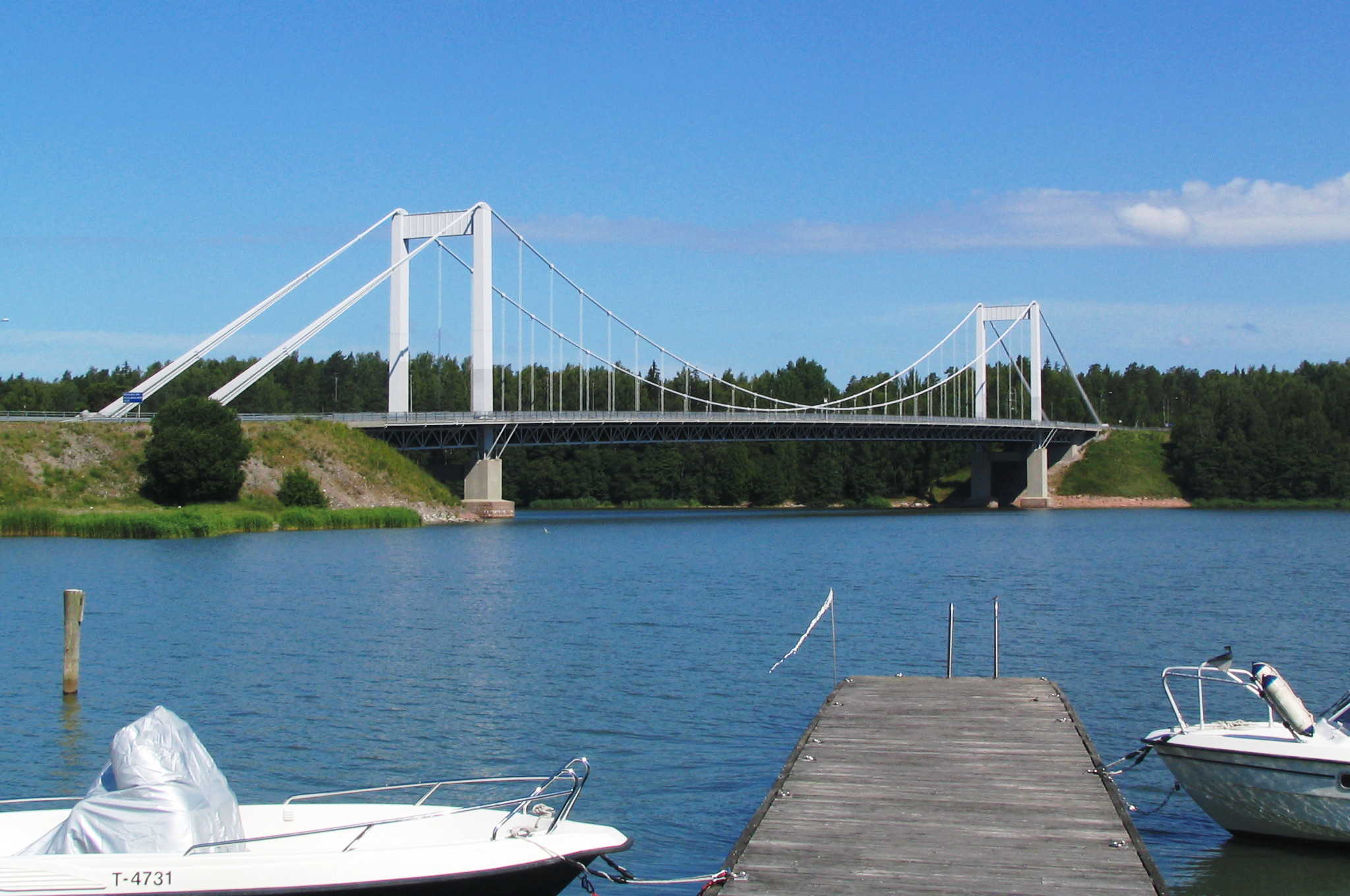
Rävsundsbron.

Vägen går från korsningen med riksväg 1 (europaväg 18) i S:t Karins, över Kustö och hängbron över Rävsundet  (Rävsundsbron, fi. Kirjalansalmen silta, byggd 1963) till Kirjalaön i Pargas, vidare över Hessunds bro (byggd 1938), Kyrklandet och Kyrksundet till Ålön, med "Rondellen" in till Pargas centrum, över Sattmarksbron till Stortervolandet samt över Lenholm och Lillmälö till färjfästet (färja till Nagu).
Bland sevärdheter på denna sträcka kan nämnas Kustö slottsruin på Kustö, Stentorps fårfarm på Kirjalaön, Rondellen in mot Pargas centrum, berget av reststen från Pargas kalkgruva och infarten till gruvområdet samt Sattmarks kaffestuga, Lofsdal och naturskyddsområdet på Lenholm.

### Nagu

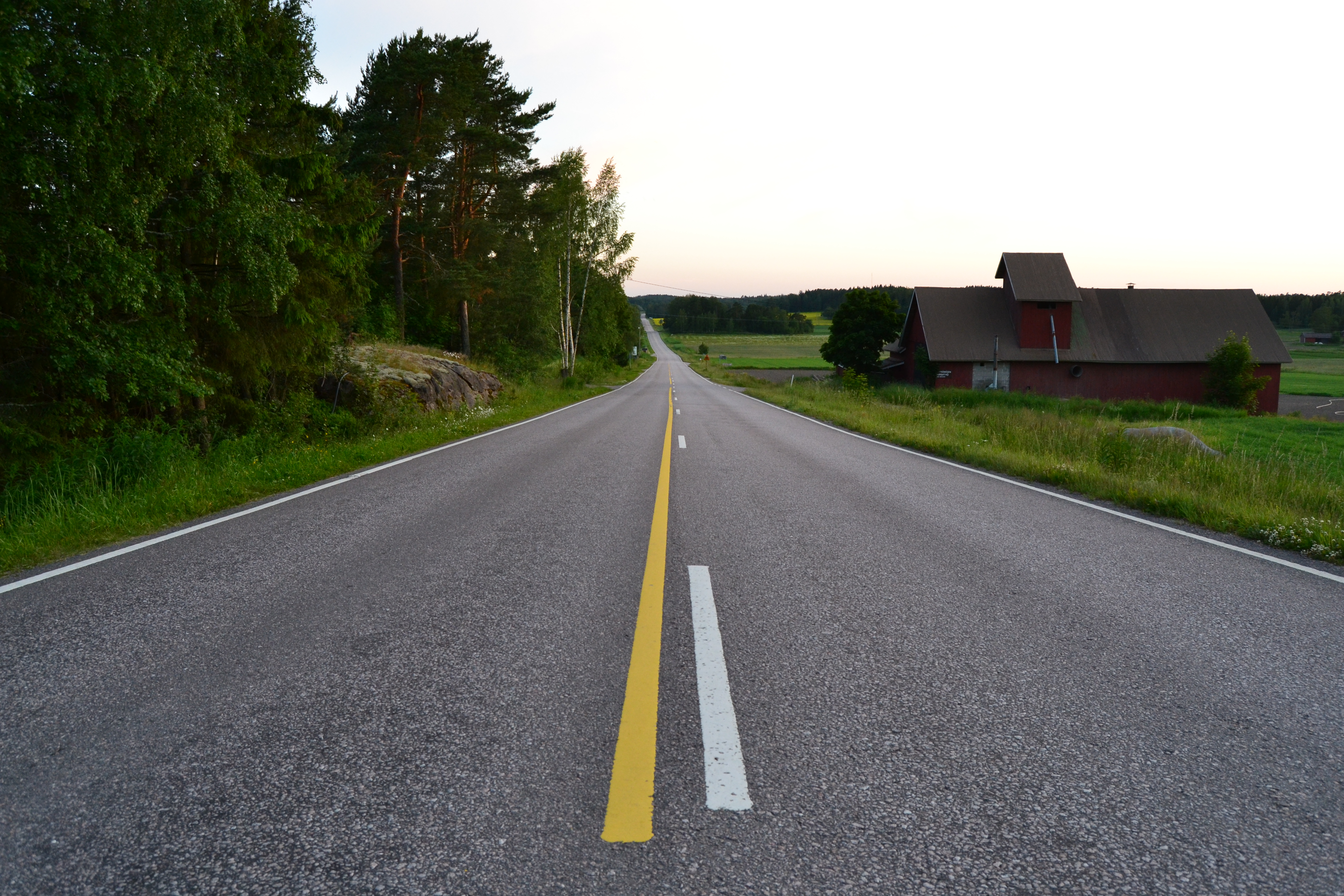
Skärgårdsvägen i Simonby, Lillandet, Nagu.

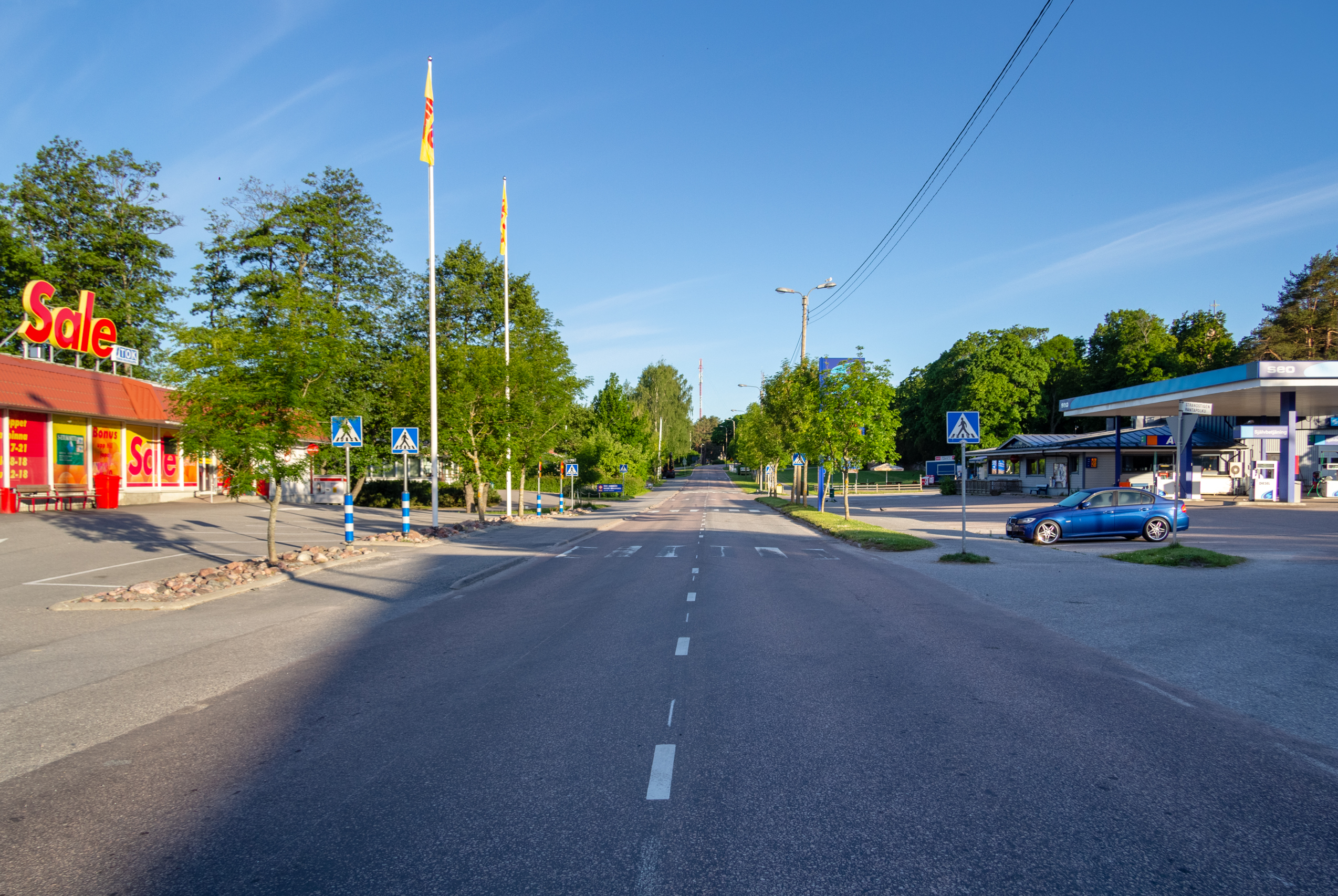
Skärgårdsvägen i Nagu centrum sedd i riktning mot Korpo.

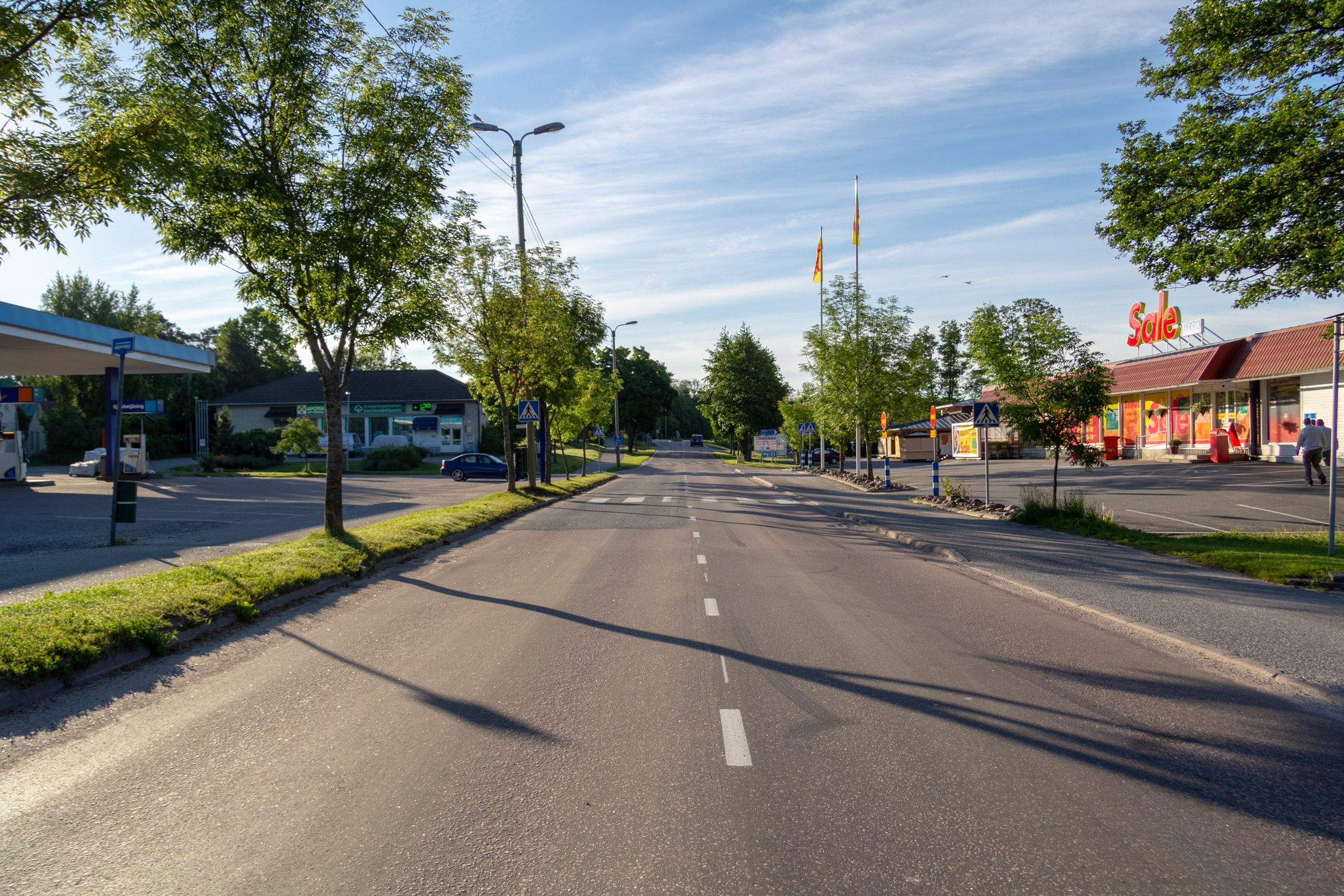
Skärgårdsvägen i Nagu centrum sedd i riktning mot Pargas.

Från färjfästet i Prostvik går vägen över Lillandet förbi den numera stängda butiken i den finska byn Simonby (fi. Simonkylä) (Enstaka byar i Pargas och Nagu är traditionellt finskspråkiga, också om majoritetsspråket i kommunerna varit svenska) och vidare genom byarna Hangslax och Vikom till bron som leder över till Biskopsö. Från Biskopsö går vägen över Norrströmmen till Ernholm och vidare över Krogbron till Storlandet med kyrkbyn Kyrkbacken. Från Kyrkbacken (eg. Nagu Prästgården) fortsätter vägen över Möviken och Bredviken till Väcklax, via Druckis, Böle och Samslax till Galls och därifrån genom Koum, Tackork, Bisarböle, Strandby och Sprink till färjfästet i Pärnäs.  
Bron över Norrströmmen mellan Biskopsö och Ernholm ersatte 1986 färjan vid Vikom och färjan till Biskopsö. Vägsträckningen från Vikom över till Biskopsö och Norrströmsbron mellan Biskopsö och Ernholm öppnades 1993, varvid färjsträckan Vikom – Ernholm (Emtholm - Korsudden) eliminerades. 

### Korpo
Färjan går från Pärnäs till Österretais. Skärgårdsvägen går nära norra stranden av Korpo till Galtby vägskäl, där landsvägsfärjan till Houtskär och Norrskata och förbindelsebåt över Skiftet till Åland har sina bryggor. Förut räknades vägen fortsätta till Houtskär, men numera räknas den fortsätta till Korpo kyrkby mitt på Korpo Kyrklandet.

### Houtskär och Iniö
Landsvägen fortsätter över det halvtimmeslånga färjpasset till Houtskär (vissa turer till Norrskata) till Houtskärs kyrkby Näsby. Denna väg har numera numret 1800. Via Mossala på Houtskär kan man fortsätta med förbindelsebåt till Iniö och vidare till Gustavs på fastlandet norröver. Se Skärgårdens ringväg.
Från vägskälet i Galtby går regionalväg 1800 till Galtby färjhamn, därifrån via färja till Kittuis i Houtskär, väg över Houtskär till Roslax, färja till Kivimo, väg över Lömsö till Björkö, färja till Mossala, väg över Mossala, färja till Dalen i Iniö, väg över Iniölandet till Skagen, färja till Jumo, väg över Jumo, färja från Kannvik till Heponiemi i Löpö i Gustavs. Därifrån går väg 1924 norrut till väg 192. Sen kan man köra västerut till Osnäs eller österut till Åbo.